# Phil Heath
Phillip Jerrod Heath (Seattle, Washington, SAD, 18. prosinca 1979.) američki je IFBB profesionalni bodybuilder. Sedmostruki je pobjednik Mr. Olympia pobjeđujući na natjecanju svake godine od 2011. do 2017.
Phil je u bodybuilding ušao 2002. godine. Godine 2005. je osvojio ukupni naslov na prvenstvu SAD-a NPC (National Physique Committee), stekavši pravo natjecanja kao IFBB Pro. Sljedeće godine pobijedio je na svoja prva dva IFBB profesionalna događaja: Colorado Pro Championships i The New York Pro Championship. 2007. Heath je zauzeo peto mjesto u Arnold Classic. Iako se još uvijek kvalificirao za natjecanje u natjecanju Mr. Olympia 2007. godine, Phil je, ipak, odlučio ne sudjelovati u natjecanju, izjavivši da mu treba dodatno vrijeme za poboljšanje forme.
Prvi put osvaja 1. mjesto na Mr. Olympia 2011. godine, a nakon toga uzastopno brani naslov čak do 2018. godine.

## Povijest natjecanja
- 2003.:  Northern Colorado State, Novice, 1. mjesto Light-Heavyweight i ukupno
- 2003.:  NPC Colorado State, 1. mjestoLight-Heavyweight
- 2004.:  NPC Colorado State, 1. mjesto Heavyweigh i ukupno
- 2005.:  NPC Junior Nationals, 1. mjesto HeavyWeight i ukupno
- 2005.:  NPC USA Championships, 1. mjesto HeavyWeight i ukupno
- 2006.:  Colorado Pro Championships, 1. mjesto
- 2006.:  New York Pro Championship, 1. mjesto
- 2007.:  Arnold Classic, 5. mjesto
- 2008.:  IFBB Iron Man, 1. mjesto
- 2008.:  Arnold Classic, 2. mjesto
- 2008.:  Mr. Olympia, 3. mjesto
- 2009.:  Mr. Olympia 5. mjesto
- 2010.:  Arnold Classic, 2. mjesto
- 2010.:  Mr. Olympia 2. mjesto
- 2011.:  Mr. Olympia 1. mjesto
- 2011.:  Sheru Classic, 1. mjesto
- 2012.:  Mr. Olympia 1. mjesto
- 2012.:  Sheru Classic, 1. mjesto
- 2013.:  Mr. Olympia 1. mjesto
- 2013.:  Arnold Classic Europe, 1. mjesto
- 2014.:  Mr. Olympia 1. mjesto
- 2015.:  Mr. Olympia 1. mjesto
- 2016.:  Mr. Olympia 1. mjesto
- 2017.:  Mr. Olympia 1. mjesto
- 2018.:  Mr. Olympia 2. mjesto
- 2020.:  Mr. Olympia 3. mjesto

## Vanjske poveznice
|  | Zajednički poslužitelj ima još gradiva o temi Phil Heath |